# Tumba de Absalón
Tumba de Absalón (en hebreo יד אבשלום, monumento de Absalón), también llamada Pilar de Absalón, es una tumba monumental excavada en la roca con un techo cónico, ubicada en el Valle de Cedrón en Jerusalén, a pocos metros de la Tumba de Zacarías y Tumba de Benei Hezir. Aunque tradicionalmente se le atribuye a Absalón, el hijo rebelde del rey David de Israel (alrededor del año 1000 a. C.), los arqueólogos modernos datan el monumento en el Siglo I d. C.

## Arquitectura
La tumba es una estructura funeraria por derecho propio, con su parte superior que sirve como nefesh o monumento funerario para la tumba en su parte inferior. Pero probablemente también fue erigida como nefesh para el complejo de cuevas funerarias adyacentes conocido como el Cueva de Josafat o Tumba de Josafat, construida al mismo tiempo y siguiendo un solo plan.
El monumento independiente contiene una cámara funeraria con tres nichos. La cámara está tallada en la sección inferior del monumento, pero solo se podía acceder desde la sección superior a través de una escalera. Se ha comparado con Petra, debido a su estilo y a la naturaleza del segmento inferior, excavado directamente en la roca.